# Лопатково
Лопатково — посёлок в Свердловской области России, входит в Ирбитское муниципальное образование. 

## Географическое положение
Посёлок Лопатково муниципального образования «Ирбитское муниципальное образование» расположен в 26 километрах (по автотрассе в 37 километрах) к северо-востоку от города Ирбит, в лесной местности, на водоразделе рек Мурза и Чубаровка (левые притоки реки Ница). В посёлке имеется железнодорожная станция Лопатково Свердловской железной дороги. В посёлке также имеется пруд. В окрестностях посёлка, в 5 километрах к западу, в долине реки Мурза, расположен ботанический природный памятник — урочище Красный Яр, место обитания бобров и посадок сосны.

## История посёлка
Посёлок основан в 1914 году в связи со строительством Восточно-Уральской железной дороги. Название посёлок получил в честь ирбитского городского головы Ивана Александровича Лопаткова, активного строителя железнодорожной ветки.

## Население
| 2002 | 2010 | 2021 |
| ---- | ---- | ---- |
| 669  | ↘470 | ↘263 |